# Wigandia urens
Espèce
Classification phylogénétique
Le Wigandia urens est un arbuste de la famille des Hydrophyllacées, selon la classification classique, ou des Boraginacées, selon la classification phylogénétique.
Synonyme : Wigandia kunthii Choisy